# 1901 w muzyce
Wydarzenia muzyczne w 1901 roku.

## Urodzili się
- 22 stycznia – Hans Erich Apostel, austriacki kompozytor muzyki poważnej (zm. 1972)
- 25 stycznia – Roman Cycowski, polski śpiewak, aktor (zm. 1998)
- 2 lutego – Jascha Heifetz, amerykański skrzypek pochodzenia żydowskiego (zm. 1987)
- 18 lutego – Wayne King, amerykański dyrygent, klarnecista i kompozytor (zm. 1985)
- 22 lutego – Mira Zimińska-Sygietyńska, polska aktorka, reżyser i pedagog, współzałożycielka i długoletnia dyrektorka Zespołu „Mazowsze” (zm. 1997)
- 2 marca – Kazimierz Czekotowski, polski śpiewak, aktor i pedagog (zm. 1972)
- 17 marca
  - Alfred Newman, amerykański kompozytor filmowy (zm. 1970)
  - Piotr Perkowski, polski kompozytor i pedagog (zm. 1990)
- 27 marca – Enrique Santos Discépolo, argentyński twórca tanga (zm. 1951)
- 1 kwietnia – Henryk Sztompka, polski pianista (zm. 1964)
- 6 kwietnia – Marian Hemar, polski poeta, satyryk, autor tekstów piosenek (zm. 1972)
- 11 kwietnia – Theodor Rogalski, rumuński kompozytor i dyrygent (zm. 1954)
- 7 maja
  - Rajna Kacarowa-Kukudowa, bułgarska etnomuzykolog (zm. 1984)
  - Marcel Poot, belgijski kompozytor (zm. 1988)
- 10 maja – Max Lorenz, niemiecki śpiewak operowy (tenor) (zm. 1975)
- 17 maja – Werner Egk, niemiecki kompozytor (zm. 1983)
- 30 maja
  - Mieczysław Fogg, polski piosenkarz (zm. 1990)
  - Clelia Gatti Aldrovandi, włoska harfistka i pedagog gry na harfie (zm. 1989)
  - Alfred Karindi, estoński organista i kompozytor (zm. 1969)
  - Frankie Trumbauer, amerykański saksofonista jazzowy (zm. 1956)
- 10 czerwca – Frederick Loewe, amerykański kompozytor muzyki rozrywkowej pochodzenia austriackiego (zm. 1988)
- 16 czerwca – Conrad Beck, szwajcarski kompozytor (zm. 1989)
- 24 czerwca – Harry Partch, amerykański kompozytor (zm. 1974)
- 29 czerwca – Nelson Eddy, amerykański aktor i piosenkarz (zm. 1967)
- 9 lipca – Jester Hairston, amerykański aktor, kompozytor, aranżer i dyrygent chóralny (zm. 2000)
- 14 lipca – Gerald Finzi, brytyjski kompozytor (zm. 1956)
- 4 sierpnia – Louis Armstrong, amerykański trębacz jazzowy, wokalista i kompozytor (zm. 1971)
- 8 sierpnia – Victor Young, amerykański kompozytor muzyki filmowej (zm. 1956)
- 11 sierpnia – Guido Agosti, włoski kompozytor, pianista i pedagog muzyczny (zm. 1989)
- 14 sierpnia – Franz Konwitschny, niemiecki dyrygent i skrzypek (zm. 1962)
- 17 sierpnia
  - Irena Kurpisz-Stefanowa, polska pianistka, pedagog (zm. 1994)
  - Henri Tomasi, francuski kompozytor i dyrygent (zm. 1971)
- 5 września – Mieczysław Koliński, polski muzykolog i kompozytor (zm. 1981)
- 12 września – Ernst Pepping, niemiecki kompozytor (zm. 1981)
- 2 października – Kiki de Montparnasse, francuska aktorka, modelka i piosenkarka kabaretowa (zm. 1953)
- 7 października – Ralph Rainger, amerykański kompozytor popularnej muzyki filmowej (zm. 1942)
- 20 października
  - Hans-Otto Borgmann, niemiecki kompozytor muzyki filmowej (zm. 1977)
  - Frank Churchill, amerykański kompozytor muzyki filmowej (zm. 1942)
- 29 października – Daniele Amfitheatrof, włoski kompozytor i dyrygent pochodzenia rosyjskiego (zm. 1983)
- 1 listopada – Szymon Laks, polski kompozytor, dyrygent, pianista, pisarz, tłumacz pochodzenia żydowskiego (zm. 1983)
- 15 listopada – Stanisław Szpinalski, polski pianista i pedagog (zm. 1957)
- 17 listopada – Raymond Chevreuille, belgijski kompozytor (zm. 1976)
- 22 listopada – Joaquín Rodrigo, hiszpański kompozytor (zm. 1999)
- 25 listopada
  - Adele Kern, niemiecka śpiewaczka operowa (sopran) (zm. 1980)
  - Tibor Serly, amerykański kompozytor pochodzenia węgierskiego (zm. 1978)
- 5 grudnia – Hanns Jelinek, austriacki kompozytor i teoretyk muzyki (zm. 1969)
- 22 grudnia – André Kostelanetz, amerykański dyrygent i aranżer pochodzenia rosyjskiego (zm. 1980)
- 26 grudnia – Grigorij Rimski-Korsakow, rosyjski kompozytor, teoretyk muzyki i akustyk (zm. 1965)
- 27 grudnia
  - Marlene Dietrich, niemiecka aktorka i piosenkarka (zm. 1992)
  - Jan Gawlas, polski kompozytor, pedagog i organista (zm. 1965)

## Zmarli
- 11 stycznia – Wasilij Kalinnikow, rosyjski kompozytor (ur. 1866)
- 17 lutego – Ethelbert Nevin, amerykański pianista i kompozytor (ur. 1862)
- 27 stycznia – Giuseppe Verdi, włoski kompozytor operowy (ur. 1813)
- 8 marca – Peter Benoit, belgijski kompozytor (ur. 1834)
- 14 marca – Rafał Ludwik Maszkowski, polski skrzypek i dyrygent (ur. 1838)
- 19 marca – Philippe Gille, francuski dramaturg i librecista operowy (ur. 1831)
- 31 marca – John Stainer, angielski kompozytor, organista i muzykolog (ur. 1840)
- 11 kwietnia – Ivar Hallström, szwedzki kompozytor (ur. 1826)
- 17 czerwca – Cornelius Gurlitt, niemiecki kompozytor (ur. 1820)
- 18 lipca – Alfredo Piatti, włoski wiolonczelista i kompozytor (ur. 1822)
- 17 sierpnia – Edmond Audran, francuski kompozytor muzyki klasycznej (ur. 1842)
- 14 listopada – Adolf Kozieradzki, polski śpiewak (bas) i reżyser przedstawień operowych (ur. 1835)
- 25 listopada – Josef Rheinberger, pochodzący z Liechtensteinu kompozytor i organista (ur. 1839)
- 29 listopada – Juliusz Stattler, polski kompozytor, pedagog i krytyk muzyczny (ur. 1844)
- 10 grudnia – Ferdinand Quentin Dulcken, niemiecki kompozytor i pianista (ur. 1837)
- 29 grudnia – Honorata Majeranowska, polska śpiewaczka operowa (sopran) i aktorka (ur. ok. 1828)